# Symposion (bokförlag)
Symposion är Brutus Östlings bokförlag med säte i först Stockholm, senare Stehag och i dag Norra Rörum, Höör. Namnet betyder gästabud. Förlaget grundades 1981, gick i konkurs februari 1991 men rekonstruerades och har givit ut mer än 900 titlar. Utgivningen består av skönlitteratur, lyrik och aktuell samhällsdebatt såväl som humaniora och samhällsvetenskap, och på senare tid även natur- och fotoböcker.
Bland de samtida författare som utgivits på förlaget finns Pierre Bourdieu, Donald Broady, Hans-Peter Martin, Harald Schumann, Michel Foucault, E.M. Cioran, Theodor W. Adorno, Bohumil Hrabal, Vladimir Oravsky, Kristian Lundberg, Arne Johnsson, Václav Havel, Madeleine Albright, Ulf Peter Hallberg, Jan Thavenius, Sven Delblanc, Mats Malm, Eva Kärfve, Staffan Ulfstrand, Stephan Oettermann och Hans Peter Duerr.
Bland klassiker kan nämnas utgivningen av Friedrich Nietzsches samlade verk i tio band på svenska (utgivna 2000-2022), Walter Benjamins efterlämnade fragment i trebandsvolymen Paris 1800-talets huvudstad, Passagearbetet, första översättningen direkt från tjeckiskan av Jaroslav Hašeks Soldaten Svejks äventyr under världskriget, nyöversättningen av Miguel de Cervantes Den snillrike riddaren Don Quijote av la Mancha, första och andra delen.